# Diosma meyeriana
Diosma meyeriana là một loài thực vật có hoa trong họ Cửu lý hương. Loài này được Spreng. mô tả khoa học đầu tiên năm 1824.